# Андрей (Ухтомский)
Архиепи́скоп Андре́й (в миру Алекса́ндр Алексе́евич, князь У́хтомский; 26 декабря 1872 (7 января 1873), село Вослома, Рыбинский уезд, Ярославская губерния — 4 сентября 1937 года, Ярославль) — епископ Русской православной церкви, духовный лидер «андреевского» направления истинно-православной церкви.

## Происхождение, семья
Выходец из знатного дворянского княжеского рода Ухтомских, восходящего к князю Рюрику. Отец — председатель уездной земской управы Алексей Николаевич Ухтомский (ранее состоявший на военно-морской службе и непродолжительное время работавший в Канцелярии Ярославского губернатора). Мать — Антонина Фёдоровна, по его воспоминаниям, «была идеально добрая женщина», хотя и не желала, чтобы её старший сын стал священником. Однако после того, как он сделал свой жизненный выбор в пользу служения Богу, всячески способствовала его деятельности на этом поприще. Брат — известный физиолог, академик АН СССР, авторитетный деятель единоверия Алексей Алексеевич Ухтомский.

## Образование
В 1887 году окончил пять классов Рыбинской классической гимназии и по желанию отца поступил в Нижегородский кадетский корпус. Встретился с протоиереем Кронштадтского Андреевского собора отцом Иоанном Сергиевым, как отмечает М. Л. Зеленогорский, «на волжском пароходе, когда мать везла сыновей на каникулы домой»: «Отец Иоанн, — писал он, — долго беседовал с Александром и Алексеем, после чего они оба приняли одинаковое решение».
В 1891 году, по окончании кадетского корпуса, Ухтомский успешно сдал экзамены в Московскую духовную академию (МДА) и был принят в состав её юбилейного пятидесятого курса. В 1895 году он окончил МДА, удостоившись степени кандидата богословия за сочинение на тему «О гневе Божием». Вскоре его примеру последовал и младший брат Алексей, окончивший МДА в 1898 году, защитивший кандидатскую диссертацию по богословию на тему «Космологическое доказательство Бытия Божия» и поступивший затем в Императорский Санкт-Петербургский университет.
9 (21) ноября 1895 года, согласно собственному заявлению, в котором он выразил желание служить по учебно-духовному ведомству, Александр Ухтомский был «определён учителем по русскому языку в 1-й класс Казанского духовного училища».

## Духовное служение, миссионерская деятельность

### Принятие монашества и служение в Северной Осетии
2 (14) декабря 1895 года он был пострижен архиепископом Казанским и Свияжским Владимиром (Петровым) в монашество с наречением имени Андрей, 5 (17) декабря 1895 года рукоположён в Благовещенском кафедральном соборе в Казани в иеродиакона и 6 (18) декабря 1895 года — в иеромонаха — с зачислением, согласно резолюции казанского преосвященного, в число братии Казанского архиерейского дома (функционировавшего на правах монастыря).
«В 22 года я был иеромонахом, — вспоминал впоследствии Андрей (Ухтомский). — Я пошёл служить духу, освобождению человеческого духа от всяких препятствий к его свободе и свободе развития человеческого духа».
Столь раннее обращение в монашество, помимо прочего, объяснялось ещё и высокими требованиями, которые он предъявлял к представительницам женского пола. «Мне была возможность, — вспоминал он, — быть священником в известном Крестовоздвиженском братстве Черниговской губ[ернии], которое было основано Н. Н. Неплюевым. Последний приглашал меня к себе. Но для священства нужно было жениться, а я был напуган женщинами. Вернее, я был напуган идеалом девушки и женщины, который я себе составил. А идеалом моим была Святая Нина — просветительница Грузии. Прочитав её жизнеописание, я преклонился перед величием её духа и её жизненного подвига. По ней я расценивал всех остальных, и все получали оценку не весьма высокую».
5 (17) сентября 1897 года перемещён на должность инспектора Александровской миссионерской духовной семинарии, действовавшей в кавказском селе Ардон. Там же состоял членом Ардонского отделения Владикавказского епархиального училищного совета, заведовавшего школами Северной Осетии. Был награждён наперсным крестом, выдаваемым от Святейшего Правительствующего Синода, и получил звание соборного иеромонаха Московского Донского ставропигиального монастыря.

### Архимандрит Казанского Спасо-Преображенского монастыря
23 июля (4 августа) 1899 года Андрей (Ухтомский) был назначен на должность наблюдателя Миссионерских курсов при Казанской Духовной Академии, а 6 (18) августа 1899 года возведён в сан архимандрита в Казанском Спасо-Преображенском монастыре архиепископом Казанским и Свияжским Арсением (Брянцевым).
Являлся активным сторонником воздержания от алкоголя и непримиримым борцом с пьянством, на почве чего вскоре сблизился с казанскими трезвенниками. 28 января (10 февраля) 1901 года он был избран членом Комитета «Казанского Общества Трезвости» (КОТ), на базе которого в дальнейшем возникла первая в Казани и Казанской губернии правомонархическая (черносотенная) организация — Казанский отдел «Русского Собрания» (КОРС).
В скором времени избран председателем Строительного Комитета по возведению храма во имя нерукотворённого образа Спаса нашего Господа Иисуса Христа при учреждениях КОТ в Подлужной слободе Казани. Скорее всего, именно Андрей (Ухтомский) ещё в 1901 года обратил внимание казанских патриотов-трезвенников на необходимость должного почтения и увековечения памяти местоблюстителя Патриаршего Престола (в 1612—1613 гг.), второго митрополита Казанского и Свияжского Ефрема (помазавшего на царство первого царя из Дома Романовых — Михаила Фёдоровича), «пещёрка» с мощами которого находилась в Казанском Спасо-Преображенском монастыре.
28 января 1901 года избран членом комитета Казанского общества трезвости («КОТ»), на базе которого в дальнейшем возникла первая в Казани и Казанской губернии правомонархическая (черносотенная) организация — Казанский отдел «Русского собрания» (КОРС). Активно публиковался в начале 1900-х годов на страницах печатного органа КОТ журнала «Деятель». Так, например, только в 1903—1904 годах в нём были размещены следующие статьи, проповеди и выступления архимандрита Андрея: «Как всякий христианин может потрудиться в устроении на земле Царства Божия (публичное чтение)», «Прощальная речь Владыке Архиепископу Арсению (в Спасо-Преображенском миссионерском монастыре)», «Из православно-церковного учения забытые мысли (публичное чтение)», «Слово в день празднования Чудотворной иконе Божией Матери, именуемой Казанской. 8 июля 1903 г.», «Царь и народ, Русь православная, в Сарове», «Слово на день восшествия на престол Государя Императора Николая Александровича, 1903 года 21 октября», «Поучение в неделю православия о церковной истине и об обязанностях к ней», «Беседа отца Иоанна Кронштадтского с пастырями», «О „сверх-человеках“» и другие.
В 1905 году основал Общество христианской взаимопомощи для охранения православных от «иноверной кабалы».

#### Общественно-политические взгляды до революции
В опубликованных в то время статьях Андрея (Ухтомского) нашли яркое отражение его славянофильские взгляды, связанные с оптимистическими ожиданиями обновления церковной и общественно-государственной жизни России на путях грядущего обращения царя и народа к традиционным православно-русским ценностям.
В июле 1903 года архимандрит Андрей (Ухтомский) принял участие в торжествах открытия мощей преподобного Серафима в Сарове, где ему был пожалован «наперсный с украшениями крест из кабинета Его Императорского Величества». В своих заметках об этом событии, помещённых в журнале «Деятель», он, в частности, писал:
Власть это Божие послушание для всякого начальствующего; власть — это облегчение жизни для подначальных; власть Царская — тяжкое бремя для Царя, но облегчение жизненного бремени для всего русского народа. Царь несёт это бремя, а его народ свободен от этого бремени, спокоен за себя, спокойно, снявши с себя всякое искушение власти, «спасается» — заботится только о душе своей. Поэтому «Царь» в глазах народа — это воплощение всего лучшего, это символ смирения, смиренного служения Богу и служения людям, символ любви; любовь к Царю своему и помазаннику Божиему — это чувство совершенно неотъемлемое, неизгладимое из русского сердца. Жизнь без постоянного представления о Царе — прямо не мыслима для русского человека; он не может себе представить ничего выше душевного спасения, а жить без постоянной памяти о своём Царе значит заботиться не о спасении, а о себе и о всей своей жизни; он тогда совершенно растеряется, «да как же, скажет, я теперь жить буду, где моя опора?»

Вот это в Сарове чувствовалось до полной осязательности во время всех торжеств. Вся любовь к Царю, всё беззаветное преклонение пред бременем и служением Царским, одним словом вся русская душа в Сарове — высказалась в полной мере. Русь Православная — это нераздельно: Царь и народ; и душа народная, душа народа русского не мыслима без смирения и без любви к Богу и Царю. — Совершенно не мыслила! — Душа, не думающая о спасении, и душа гордая, — это явление не русское…
Несмотря на своё откровенно критическое отношение к абсолютистскому характеру постпетровского самодержавия и его чуждому традиционному русскому миропорядку порождению — «синодальному» церковному строю, первоначально с огромным почтением и глубоким упованием относился к личности царствующего монарха, возлагая на него особые надежды по возрождению утраченной два века назад «симфонии» духовной и светской властей. Однако по прошествии нескольких десятилетий, отмеченных крушением этих идеалистических ожиданий, его прежнее очарование Николаем II сменилось столь же глубоким разочарованием в способностях императора стать истинным «самодержцем» и отвернуть Россию от духовной и социальной пропасти.
Во время революционных событий 1905—1907 годов открыто поддержал усилия председателя Комитета КОТ и Совета КОРС А. Т. Соловьёва по созданию в Казани и Казанской губернии черносотенных организаций, появление которых он воспринял с большой радостью и оптимизмом. Уже на первом общем собрании КОРС, проходившем 6 декабря 1905 года, было оглашено письмо Андрея (Ухтомского), в котором он выразил открытое сочувствие его деятельности.
Вместе с тем Анатолий Краснов-Левитин писал о его симпатиях к нарождавшемуся обновленчеству:

Преосвященный Андрей был увлекающимся и ищущим человеком. В начале своей деятельности он увлекался теософией и спиритизмом, периодически помещая в мистических журналах статьи за подписью «Князь-инок». После 1905 года потомок князей Ухтомских неожиданно увлекся революционным движением, почти открыто выражал свои симпатии эсерам и резко выступал против Распутина. В то же время он оставался горячим молитвенником и страстным приверженцем церковного обновления.

#### Епископ Мамадышский, третий викарий Казанской епархии

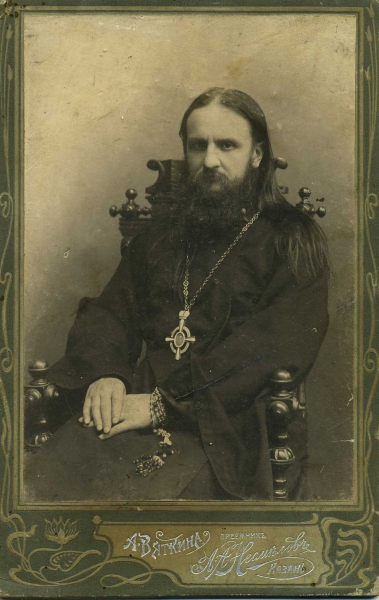
Епископ Андрей (Ухтомский) (1907 год)

3 (16) сентября 1907 года Императором Николаем II был утверждён доклад Святейшего Правительствующего Синода «об учреждении в Казанской епархии на местные средства кафедры третьего викарного епископа, с присвоением ему именования Мамадышским и с предоставлением ему заведования миссионерскими курсами в гор[оде] Казани, вместо ректора Духовной Академии, почему не считать эти курсы впредь состоящими при Академии и внести в их устав соответственные изменения, и о бытии наблюдателю названных миссионерских курсов, архимандриту Андрею, Епископом Мамадышским, с тем, чтобы наречение и посвящение его были произведены в г. Казани». Так, в Казанской епархии появилась новая викарная епископская (миссионерская) кафедра, а при монастыре начали действовать Казанские миссионерские курсы (КМК), отделённые от академии.
3 (16) октября 1907 года в Казанском Спасо-Преображенском миссионерском монастыре (КСПММ) архимандрит Андрей (Ухтомский) был наречён, а 4 (17) октября 1907 года — хиротонисан во епископа Мамадышского, став первым в истории (и третьим по определению) викарным епископом Казанской епархии по миссионерской работе и инородческим приходам, а также первым председателем Педагогического Совета КМК.
Кроме того, он настоятельствовал и заведовал, соответственно, основанными им же Трёхсвятительским крещёно-татарским скитом при КСПММ (впоследствии — отдельным монастырём) и Покровской просветительной крещено-татарской общиной. Одновременно епископ Андрей являлся председателем Совета «Братства святителя Гурия» (БСГ), а с 1908 года — ещё и председателем действовавшего при нём «Кружка сестер-сотрудниц Братства святителя Гурия». Вместе с этим, он занимал должность председателя Педагогического Совета «Казанских женских богословских курсов» (КЖБК). И все это, не считая других, более «мелких» постов и должностей.
Епископ Андрей являлся также редактором (впоследствии — редактором-издателем) издававшегося в Казани миссионерского журнала «Сотрудник Братства святителя Гурия» (с 1911 года — «Сотрудник Приволжской Миссии») (г. Казань).
Награждён орденом св. Владимира III (1909) и II (1915) степени.

### Сухумский период служения

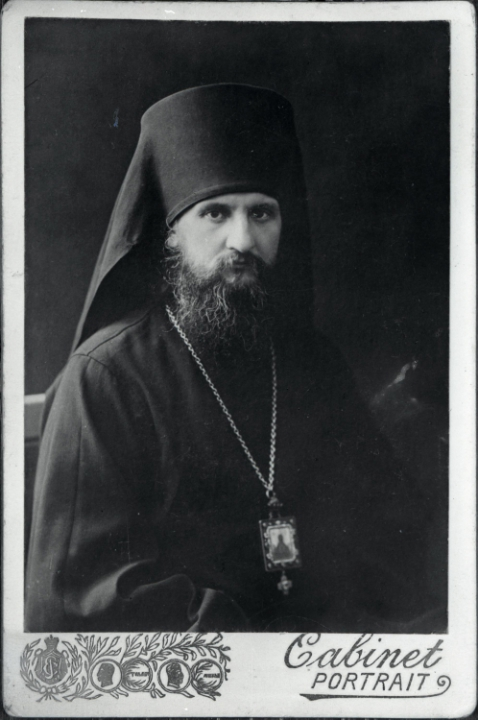
Епископ Андрей (Ухтомский)

25 июля (7 августа) 1911 года Император Николай II утвердил доклад Святейшего Правительствующего Синода «о бытии Преосвященному Андрею, Епископу Мамадышскому, третьему викарию Казанской епархии, Епископом Сухумским», о чём синодальным указом от 29 июля того же года было доведено до сведения архиепископа Казанского и Свияжского Иакова (Пятницкого).
В Сухумской епархии епископ Андрей с привычным ему усердием продолжил миссионерскую деятельность, за короткий срок своего пребывания в Абхазии успев проявить себя в деле христианизации местных народов, а также выступить с просьбой к властям о недопущении мусульманских мулл в среду абхазов с целью предотвращения их исламизации и отуречивания (которая, однако, так и не была удовлетворена).
Одновременно с этим владыка попытался на культурно-исторической почве примирить абхазов с грузинами (между которыми и тогда существовали заметные трения), а также возродил местную церковно-археологическую комиссию. Здесь же с января 1912 года начал издаваться основанный епископом Андреем первый в Сухумской епархии печатный церковно-миссионерский журнал «Сотрудник Закавказской миссии».
«После епископа Гавриила и перевода  [В. А.]Геймана из Сухумского округа, — говорилось, в частности, в изданном в 1913 году „Путеводителе по городу Сухуму и Сухумскому Округу с историко-этнографическим очерком“, — христианство поколебалось и магометанское учение стало пускать свои корни в Абхазии, но есть полная надежда, что новый Сухумский епископ Андрей, при своей энергии и неустанном труде, даст христианству по-прежнему своё первенствующее место. Разъезды по епархии, частые проповеди, знакомство с нравами и обычаями вверенной ему паствы, общая симпатия, которую он так скоро завоевал себе, неутомимая энергия и апостольский образ жизни, а также издание особенного специального духовного журнала „Сотрудник“ — первого печатного органа за всё время существования епархии — обязательно привлекут к нему сердца мирян. При этом надо отметить, что достопочтенный архипастырь энергично взялся за восстановление древних памятников христианства. Надо только, чтобы высшая духовная власть помогла ему в развитии церковно-приходских школ. Коли безграмотные турецкие вероучители сумели завоевать расположение тёмного люда, то подготовленные миссионеры, относясь к делу с любовью и усердием, могут ещё больше завоевать себе такое расположение, имея во главе не канцеляриста, не карьериста, а поклонника живого дела».
Епископ Андрей и на Кавказе — оставался полностью верен своему миссионерскому долгу. «Отрадно, — сообщалось в том же „Путеводителе“, — что епископ Андрей знакомится с самыми заброшенными уголками своей епархии. Его посещение Бедийского храма останется навсегда памятным в жизнь населения. Его проповеди, его задушевную речь слушала 10 тысячная толпа.
А недавнее его посещение Псхувского перевала, где приютилось до 50 домов христиан, разве не вызывает общее удивление? Преосвященный проник туда с одним провожатым, сделав по самым трудным тропам, в течение двух суток 80 вёрст».

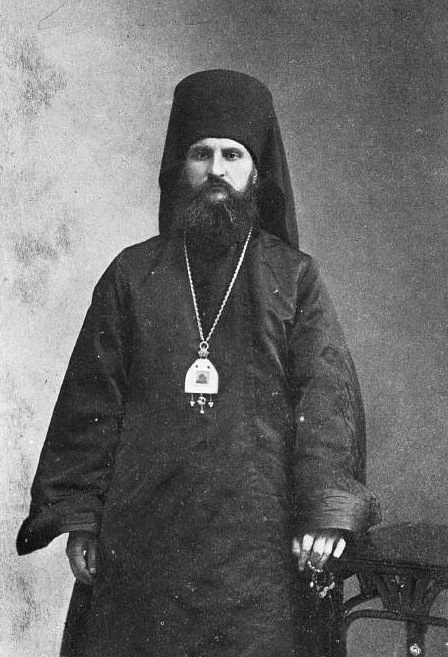
Епископ Уфимский и Мензелинский Андрей (Ухтомский) (1914 год)

Вместе с тем, за два с небольшим года своего пребывания в Сухуме, епископ Андрей привычными для себя критичными высказываниями относительно тогдашнего состояния церкви и неосознанной в полной мере ответственности верховной власти за происходящие в общественно-церковной жизни негативные процессы оставил у некоторых новых знакомых весьма неоднозначные впечатления о себе. Так, например, знаменитый монархист князь Н. Д. Жевахов в оставленных им воспоминаниях назвал епископа Андрея человеком «путаным» и известным «своими антимонархическими взглядами», что, впрочем, могло быть навеяно не только «нестандартными» высказываниями самого владыки, но и распространявшимися о нём среди недоброжелателей слухами. А тех, кому его нелестные замечания были не по душе, предостаточно имелось и в местах служения владыки, и в столице Российской империи.

### Уфимский период служения
С 22 декабря 1913 года — епископ Уфимский и Мензелинский.
С июля 1916 года ввёл в своей епархии «Правила для избрания настоятелей храмов Божиих Уфимской епархии». Председатель Восточно-русского культурно-просветительного общества, созданного им в Уфе в 1916 году. Основал при обществе журнал «Заволжский летописец».
Будучи занят самой активной общественной деятельностью, он вёл строгий аскетический образ жизни: проводил ночи в молитве, используя для короткого отдыха жёсткую кровать без одеяла и подушки, всегда постился, никогда не ел даже рыбы. Был большим ревнителем церковной старины, церковного устава, старинных церковных песнопений, благолепного служения, замечательно знал церковный устав.
Выступал против влияния Г. Е. Распутина на государственную и церковную жизнь.
Являлся убеждённым сторонником активизации церковно-общественной жизни через возрождение прихода. Ещё в июле 1916 года он ввёл в епархии практику избрания настоятелей храмов собранием прихожан. Выступал с резкой критикой синодального строя, требуя его демократизации. По словам митрополита Евлогия (Георгиевского), архиепископ Андрей прогремел на всю Россию своим либерализмом. Его пытались привлечь к ответственности за «возбуждающие враждебное отношение к правительству статьи» за несколько дней до начала революции. В послании, озаглавленном «Нравственный смысл современных великих событий», владыка писал, что революция произошла потому, что старый режим был «беспринципный, грешный, безнравственный. Самодержавие… выродилось… в явное своевластие, превосходящее все вероятия». По его мнению, «власть давно отвернулась от Церкви, причём последняя подвергалась явному глумлению… Под видом заботы о Церкви на неё было возведено тайное и тем более опасное гонение».
Весной 1917 года осуществил приходскую реформу с введением выборности всего духовенства и приходского самоуправления. Согласно принятому в мае 1917 года экстренным епархиальным собранием духовенства и мирян «Уставу православных приходов в Уфимской епархии», для управления делами приходам надлежало на общих собраниях избрать приходские советы, причём, председателем Совета мог быть как священник, так и мирянин. С осени 1917 года начался процесс консолидации приходов и их участия в общественно-политической жизни Уфимской губернии.

## В годы революции
По собственному признанию: «Когда я получил известие о низложении Николая II, я встретил это известие даже с некоторым нравственным удовлетворением». Поддержал Февральскую революцию, считая, что она будет способствовать освобождению церкви от давления со стороны государства. 14 (27) апреля 1917 вошёл в состав Святейшего Синода.
Член Поместного Собора 1917—1918, участвовал в 1-й сессии, член III, V, IX, X отделов. Председатель Съезда единоверцев (направления в рамках «официальной» церкви, придерживающегося «старых обрядов»).
В 1918 отлучил от церкви грабителей чужих имуществ: «Все воры и грабители, носящие христианское имя и участвовавшие в погроме г. Уфы, отлучаются от св. Причастия на два года; в случае искреннего раскаяния, по усмотрению духовника, отлучаются на один год. Только в случае смертельной болезни эта эпитимия может быть снята духовником».
Был членом созданного осенью 1918 Сибирского Временного Высшего церковного управления, руководил духовенством 3-й армии А. В. Колчака.
С января 1919 — епископ Саткинский единоверческий (избран заочно с оставлением за собой прежней кафедры) и первоиерарх всех единоверцев — впрочем, эти должности были, скорее, номинальными.
После разгрома белых арестован в феврале 1920 года в Новониколаевске по обвинению в «участии в колчаковском ВЦУ», находился в тюрьме в Томске. С 28 декабря 1919 по 24 октября (6 ноября?) 1920 года он состоял под следствием в Омской ЧК; несмотря на усиленные ходатайства верующих, «тюремные стены на долгое время закрыли доступ к любимому архипастырю». В связи с этим весной 1920 года Патриарх Тихон назначил в Уфимскую епархию временно управляющего — епископа единоверческого Охтенского Симона (Шлеёва). 18 августа 1921 года епископ Симон был убит, и во временное управление Уфимской епархией вступил единственный викарий епархии епископ Златоустовский Николай (Ипатов).
В ноябре выступил с заявлением о лояльности к Советской власти и просьбой об освобождении, вскоре освобождён, но уже 28 февраля 1921 года арестован в Омске «за произнесение проповеди, в которой призывал крестьян организовываться в крестьянские союзы». С марта по октябрь содержался в Омской тюрьме.
В декабре 1921 года правящим епископом Уфимским и Мензелинским Святейший Патриарх Тихон назначил Бориса (Шипулина); по-видимому, тогда же новое назначение — на Томскую кафедру — получил и архиепископ Андрей.
Освобождён для лечения, затем дело было прекращено «за недостатком улик» (очевидно, власти хотели привлечь его на сторону обновленческого движения).

## Противник обновленцев
В ноябре 1922 возвратился в Уфу, активно выступал против обновленческого движения. На основании распоряжения временного Заместителя Патриарха митрополита Агафангела (Преображенского) от 18 марта 1922 года объявил Уфимскую епархию автономной.
В начале 1923 года в очередной раз арестован, 24 февраля 1923 года приговорён к трём годам ссылки, выслан в Ташкент. В июне 1923 года арестован в Ташкенте, выслан в Теджен. В ноябре 1923 года арестован в Теджене, до ноября 1924 года находился под арестом в Ташкенте, затем отправлен по этапу в Москву, откуда вновь выслан в Теджен, затем в Асхабад.
Начиная с 1922 года тайно рукополагал архиереев для различных епархий. Постриг в монашество будущего архиепископа Луку (Войно-Ясенецкого) и направил его к двум ссыльным епископам для совершения архиерейской хиротонии. Проведённые им епископские хиротонии были позднее признаны Патриархом Тихоном.
После кончины Патриарха Тихона не согласился с передачей управления Церковью Патриаршему Местоблюстителю митрополиту Петру (Полянскому) и впоследствии не признавал канонических прав Заместителя Местоблюстителя митрополита Сергия (Страгородского), обвиняя обоих в компромиссах с советскими властями.

## Вступление в общение со старообрядцами
15 августа 1925 года в Полторацк (ныне — Ашхабад), где он отбывал ссылку, прибыл архимандрит Климент (Логвинов), представитель беглопоповского согласия, который пытался убедить Андрея (Ухтомского) присоединиться к старообрядчеству. Андрей (Ухтомский) согласился, но при условии, что это будет не присоединение, а воссоединение представителей некогда разделившихся церквей. Ни о втором, ни даже о третьем чине принятия от «ересей» епископ Андрей говорить отказался, как «православный епископ, страдающий как раз за тот строй церковно-общественной жизни, который так дорог старообрядцам». Андрей (Ухтомский) и Климент (Логвинов) разработали тексты, названные «Исповедание веры…» и «Акт воссоединения», которые были написаны по памяти, за неимением соответствующих старопечатных книг. В «Исповедании веры…» значилось: «Ныне испытывая гонения от господствующей иерархии за свободу Церкви Христианской, исповедую перед Св. Церковью, что Патриарх Никон, своим мудрованием нарушивший жизнь Соборной Церкви и любовь её, так положил начало расколу русской Церкви. На ошибке Патриарха Никона утвердился тот русский цезарепапизм, который со времён Патриарха Никона подтачивал все корни русской церковной жизни и, наконец, вполне выразился в образовании так называемой „Живой Церкви“, — ныне господствующей иерархии, явно ориентирующейся [на власть] и нарушающей все церковные каноны… Ныне, скорбя всей душей о великих бедах Церкви, готов отдать себя всецело на служение древлеправославным христианам — старообрядческим общинам для приведения к единству всего русского разрозненного стада Христова». Также там предавались анафеме все порицающие двуперстное сложение, восьмиконечный крест, двугубую аллилуйю, не творящих земных поклонов в посты и прочее. «Акт воссоединения» констатировал, что 28 августа (10 сентября) 1925 года, накануне праздника Усекновения Иоанна Предтечи, «в молитвенном доме Ашхабадской старообрядческой общины… члены этой общины во главе со своим епископом Андреем и настоятелем общины игуменом Матфеем воссоединились в молитвенном общении с древлеправославными общинами саратовскими, семипалатинскими, забайкальскими и других мест». В своих письмах и обращениях Андрей (Ухтомский) пытался оправдать свой поступок тем, что он, помазав себя «дониконианским» миром, старался ввести старообрядцев под свой омофор как православного епископа, а помазание совершил «в знак великой радости, что старообрядцы перестают быть раскольниками, хотя и остаются преданными старым обрядам». Андрей (Ухтомский) не отрекался от нового обряда; ему, по его словам, припомнился тропарь святителю Димитрию Ростовскому, который начинается словами: «Православия ревнителю и раскола искоренителю», то есть епископ Андрей собирался именно искоренить раскол. Архимандрит Климент в свою очередь понимал под «воссоединением» именно присоединение к старообрядцам, не приемлющим белокриницкой иерархии: «Слово „воссоединение“ было употреблено мною, конечно, в смысле присоединения». 15 сентября 1925 года в Полторацк (Ашхабад) прибыл вызванный телеграммой епископ Саткинский Руфин (Брехов) и тогда же был «воссоединён» таким же образом. На следующий день в том же молитвенном доме игумена Матфея была совершена хиротония архимандрита Климента (Логвинова) в епископа.
За вступление в общение со старообрядцами предположительно был запрещён в священнослужении Патриаршим Местоблюстителем митрополитом Петром (Полянским). Запрещения не признал, равно как и полученных по завещанию Патриарха Тихона прав митрополита Петра по управлению церковью. Сторонники владыки Андрея отрицали сам факт запрещения, ссылаясь на отсутствие письменного подтверждения этого акта.
Однако имеются сведения, что архиепископ Андрей сам отрицал свой переход в старообрядчество, притом даже в некоторых своих записях, обнаруженных историком А. В. Знатновым.

## Владыка Андрей и катакомбная церковь

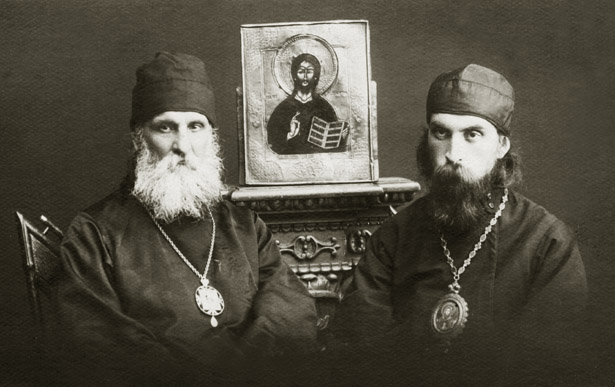
Архиепископ Андрей (Ухтомский) и епископ Аввакум (Боровков) (1920-е годы)

В конце 1926 года возвратился в Уфу, объявил епархию автокефальной, не признавал права Заместителя Патриаршего местоблюстителя митрополита Сергия (Страгородского). Продолжил тайные хиротонии епископов, создавая инфраструктуру Истинно-православной («катакомбной») церкви, которая действовала неофициально и противостояла официально признанной советской властью («легализованной») церковной организации. Автор термина «истинно-православные христиане». Часть уфимской православной паствы признала его «архиепископом областной Церкви автономной Башкирской республики». Своим архиепископом его считали и «катакомбники» (впрочем, вопрос о возведении его в этот сан священноначалием остаётся непрояснённым). Ближайшими соратниками владыки Андрея были рукоположённые им епископы Аввакум (Боровков), Вениамин (Троицкий), Иов (Гречишкин) и др.
13 июня 1927 года вызван в Москву, арестован и 8 июля 1927 приговорен к трём годам ссылки, выслан в Кзыл-Орду, где арестован 17 октября 1928. Резко выступил против «Декларации» митрополита Сергия (Страгородского) от 29 июля 1927 года, направленной на полное подчинение советской власти. Отправлен в Москву, где в январе 1929 года приговорён к трём годам тюремного заключения, содержался в одиночной камере Ярославского политизолятора.
2 октября 1931 года освобождён, проживал в Москве. В этот период молился в старообрядческом храме. В письме от 15 февраля 1932 года отмечал:

Я ни одного раза не молился о своем освобождении или о чём-либо, касающемся своего благополучия. Я боялся такой молитвы, как своей, и только говорил: «Да будет воля Твоя». В 90-м псалме сказано; «С ним есмь в скорби». Я и знаю, что около меня скорбящего — всегда Господь; а около моего веселия… Господь далеко не всегда! — Поэтому боюсь молиться о чём-либо, кроме исполнения на мне воли Божьей.

14 апреля 1932 года арестован по делу Московского «филиала» Истинно-Православной церкви. Один из его сокамерников вспоминал о нём: 
Теперь его трудно было узнать. Почти не осталось волос на его голове и лице, в результате цинги почти все волосы у него выпали. Он стал совершенно дряхлым, худым, но как и прежде, оставался смиренным, добрым, ободряющим и отзывчивым. Он обвинялся в организации нелегальных православных общин (то есть Катакомбной Церкви), которые были против советского закона, и также — в агитации и пропаганде против большевизма. В тюремной камере Владыка Андрей своими рассказами обычно приковывал к себе всеобщее внимание. И нужно отметить, что он имел такое влияние на всех заключенных, даже на уголовников и безбожных коммунистов, что никто в его присутствии не решался богохульствовать и кощунствовать. Владыка реагировал на любые проявления несправедливости в тюрьме (за что не раз его лишали передач, присланных друзьями). Главного архиерея Советской России, главу Московской Патриархии, Архиепископ Андрей считал предателем Христа. К тюрьме, наказанию и другим злоключениям он относился спокойно, стойко и больше страдал за тех, кто был рядом с ним, чем за самого себя. На своих соузников он имел ободряющее влияние. Большие посылки присылали ему местные жители, как только узнавали о его прибытии в тюрьму. Посылки не всегда ему передавало тюремное начальство, но и те, которые он получал, он разделял с теми, кто не получал ничего.
7 июля 1932 года приговорен к трём годам ссылки, выслан в Алма-Ату. 19 сентября 1932 года получил Святые Дары и Миро от старообрядческого архиепископа Московского и всея Руси Мелетия.
Весной 1934 года арестован в Алма-Ате, отправлен в Бутырскую тюрьму в Москву. 14 мая 1934 года приговорён к трём годам заключения, отправлен в Ярославский политизолятор.
27 марта 1937 года вновь осуждён на три года ИТЛ, отправлен в Рыбинск. 3 сентября 1937 года приговорён тройкой УНКВД по Ярославской области к расстрелу. На следующий день расстрелян.

## Канонизация
Имя архиепископа Андрея (Ухтомского) было внесено в черновой поимённый список новомучеников и исповедников российских при подготовке канонизации, совершённой РПЦЗ в 1981 году. Данный список был издан только в конце 1990-х годов.
На Соборе этой церкви в 1993 году епископ Григорий (Граббе) предложил деканонизировать его, ссылаясь на ставшие известными данные о его вступлении в молитвенно-каноническое общение со старообрядцами.
По словам священника Иоанна Миролюбова, «ему установлено местное почитание в Уфимской и Казанской епархиях, но общецерковном почитанию святителя, по-видимому до сих пор препятствует достаточно распространённый миф о якобы имевшем место его переходе в старообрядчество».

## «Андреевцы»
Клирики и миряне, признававшие духовное руководство владыки Андрея, составили «андреевское» направление непоминающих. Официально они назывались «Уфимско-Уральская автокефальная староцерковническая епархия». Помимо самого архиепископ Андрея к созданной им автокефалии принадлежало несколько архиереев: епископ Аввакум (Боровков), епископ Вениамин (Троицкий), епископ Руфин (Брехов), епископ Иов (Афанасьев) и схиепископ Петр (Ладыгин). Епископ Иов (Афанасьев) отошёл от «андреевцев», создав собственное течение, и стал именоваться «епископом Уфимским». Многие из них принадлежали к единоверию, отсюда их самоназвание «Единая Древлеправославная Церковь». По некоторым сведениям к андреевцам перешёл и ряд общин беглопоповцев и часовенных. Большая часть «андреевского» духовенства и многие активные миряне погибли в ходе большого террора 1930-х годов. Однако некоторые из них продолжали свою деятельность и в послевоенный период. Последний архиерей «андреевского» поставления — схиепископ Петр (Ладыгин) — дожил до 1957 года. К концу советского периода общины «андреевцев» существовали в Башкирии, Челябинской области, Среднем Поволжье, Восточной Сибири, на Северном Кавказе. Наиболее известный из иеромонах Гурий (Павлов) (1906—1996) был в 1990 году возведён в сан архимандрита Русской православной церкви за границей, а в 1991 году хиротонисан во епископа греческого Синода Авксентия.
Существует точка зрения, согласно которой некоторые архиереи, поставленные владыкой Андреем и его ближайшими соратниками, оставались в живых вплоть до 1960—1990-х годов, сохраняя церковную организацию и периодически проводя тайные соборы. Эти сведения восходят к архиепископу Амвросию (Сиверсу), объявившему себя законным преемником «андреевской» иерархии, якобы рукоположённым в архиерейский сан одним из последних тайных «андреевских» архиереев, епископом Амфилохием (Шибановым) (1897—1994). Представители как Русской православной церкви, так и большинства организаций, относящих себя к Истинно-православной церкви, считают этого человека самозванцем, а информацию об активной послевоенной деятельности «андреевских» епископов и о самом факте существования многих из них (в том числе и Амфилохия) — мистификацией.

## Труды
Автор около 500 книг и статей, в том числе:
- О смысле жизни. Слово в великий четверток. — Казань, 1901.
- Из православно-церковного учения. Забытые мысли. — Казань, 1903.
- Беседа отца Иоанна Кронштадтского с пастырями. — Казань, 1904.
- Как понимать человекообразные представления св. Писания о Боге. — Казань, 1904.
- О любви Божией на страшном суде Христовом. — Казань, 1904.
- Истолкование библейских изречений об искуплении человека. — Казань, 1904.
- О «сверх-человеках». — Казань, 1904.
- Царь и народ, Русь православная, в Сарове. — Казань, 1904.
- Да созиждутся стены иерусалимские — Казань, 1905.
- О христианской взаимопомощи. Устав общества «Христианской взаимопомощи» крещено-татарских приходов Казанской епархии. — Казань, 1905.
- Первое письмо к русской молодежи. Причина недоразумений. — Казань, 1905.
- Второе письмо к русской молодежи. — Казань, 1905.
- О приходских братских кружках Казанской епархии. — Казань, 1907.
- О мерах к охранению Казанского края от постепенного завоевания его татарами. — Казань, 1908.
- О нормальном положении православия в Православном Русском Царстве. — Казань, 1908.
- Лихолетье в жизни православия среди приволжских инородцев. — Казань, 1909.
- Наставление послушникам Покровской крещено-татарской общины. — Казань, 1909.
- Письмо к крещеным татарам. — Казань, 1910.
- К истории Казанской миссии и третьего викариатства Казанской епархии. — Казань, 1911.
- О русской культуре среди язычников-черемисов Уфимской губернии. — Сергиев Посад, 1915.
- О догматах. — Уфа, 1915.
- Письма к пастырям Уфимской епархии (1914 г.). — Уфа, 1915.
- О печальных последствиях русской некультурности и о лучшем будущем в этом отношении. Речь, произнесенная при открытии Восточно-русского культурно-просветительного Общества в Уфе. — Уфа, 1916, вып. 2-й.
- О народном голосе в делах церковных (О приходе). — Владимир, 1916.
- Цезаропапизм наизнанку. Заволжский летописец, 1916, № 17, с. 494—497
- История моего старообрядчества. Тетрадь вторая. Алма-Ата, 28.2.1933. // В книге: Зеленогорский М. Жизнь и деятельность архиепископа Андрея. — М., 1991.
- О радостях митрополита Сергия (предисловие и комментарии С. Л. Фирсова) // Вестник Русской христианской гуманитарной академии. 2009
- «Я хочу принадлежать только Св. Церкви…» Священномученик Андрей, архиепископ Уфимский. Труды, обращения, проповеди, письма, документы / Сост. И. И. Осипова, Л. Е. Сикорская. М., 2012 (публикация нескольких документов, недоступных составителям более ранних изданий).
- Священномученик Архиепископ Уфимский Андрей (Ухтомский). Труды / Сост. Т. Сидаша, С. Сапожниковой. СПб.: Своё издательство, 2013. — 1284 с. — ISBN 978-5-4386-0120-3 (наиболее полное собрание сочинений, кумулирующее предыдущие издания).
- Священномученик Андрей, архиепископ Уфимский. Труды и письма воспоминания и документы / Сост. Н. И. Колева, Л. Е. Сикорская; ред. И. И. Осипова. — М.: Братонеж, 2019. — 516 с. — (Новомученики и исповедники Российские пред лицом богоборческой власти).

Большое количество статей и проповедей епископа Андрея было опубликовано в журнале «Сотрудник Братства святителя Гурия» («Сотрудник Приволжской миссии»). Ссылки на большинство из них даны в статье И. Е. Алексеева «Надёжный „Сотрудник“».
Многие труды архиепископа Андрея, написанные в 1920-30-е годы, остались в рукописях или были утрачены.